# Kollekte

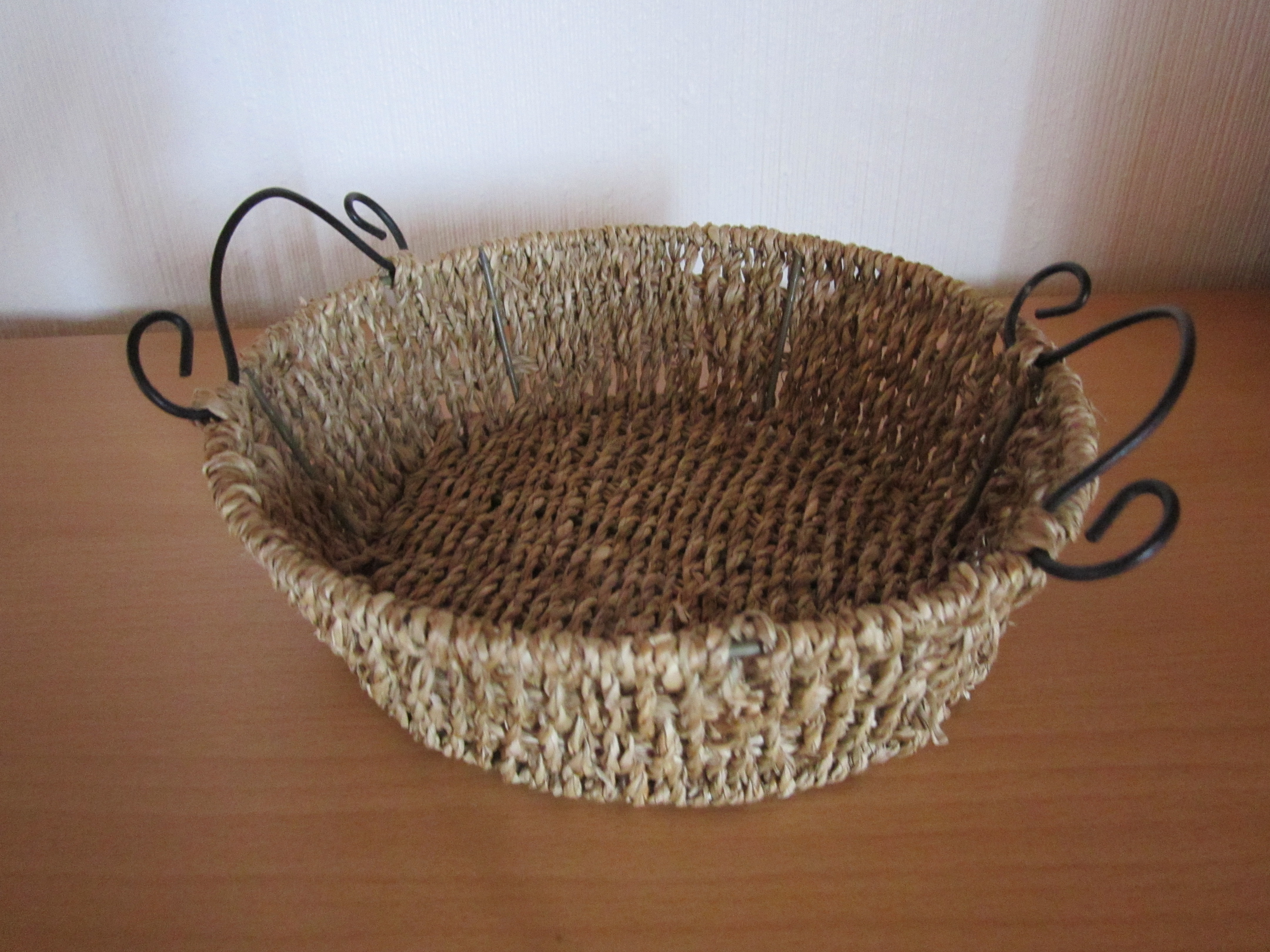
Kollektenkorb

Eine Kollekte (von lateinisch colligere „sammeln“) ist eine Geldsammlung für kirchliche oder karitative Zwecke, insbesondere die Sammlung von Bargeld während oder nach einem Gottesdienst in der christlichen Kirche. Dazu wird ein Klingelbeutel oder einfach ein Körbchen oder Teller herumgereicht, oder die Gottesdienstbesucher werfen ihren Beitrag in den Opferstock am Ausgang, Spendendosen, oder bringen ihn zum Altar (Opfergang oder Altarumgang).

## Biblische Begründung und frühchristliche Praxis
Bereits im 2. Buch der Könige 12,9–11  wird berichtet, dass der salomonische Tempel in der Regierungszeit des Königs Joasch durch Geld ausgebessert wurde, das Tempelbesucher beim Verlassen des Tempels in eine Lade, in die ein Loch gebohrt worden war, warfen. Im Gegenzug bekamen die Priester den Auftrag, kein Geld mehr von den Verwandten einzusammeln.
Auch in den urchristlichen Gemeinden wurde Geld für besondere Zwecke gesammelt. Der Apostel Paulus schreibt zum Beispiel in seinem Brief an die Römer 15,25–29 : „Jetzt aber fahre ich hin nach Jerusalem, um den Heiligen zu dienen. Denn die in Mazedonien und Achaja haben willig eine gemeinsame Gabe zusammengelegt für die Armen unter den Heiligen in Jerusalem. Sie haben’s willig getan und sind auch ihre Schuldner. Denn wenn die Heiden an ihren geistlichen Gütern Anteil bekommen haben, ist es recht und billig, dass sie ihnen auch mit leiblichen Gütern Dienst erweisen. Wenn ich das nun ausgerichtet und ihnen diesen Ertrag zuverlässig übergeben habe, will ich von euch aus nach Spanien ziehen. Ich weiß aber, wenn ich zu euch komme, dass ich mit dem vollen Segen Christi kommen werde.“ (2. Korinther 8  und 9 ; Galater 2,10 ). In 1. Korinther 16,1–3  wird genauere Anweisung für die Kollektenpraxis gegeben: An jedem ersten Tag der Woche, dem Tag des urchristlichen Gemeindegottesdienstes, sollte Geld für den genannten Zweck beiseitegelegt werden.
In der urkirchlichen Liturgie wurde es etwa im 3. und 4. Jahrhundert üblich, Brot und Wein für die Eucharistiefeier mitzubringen und zu spenden (oblatio). Die für die Feier nötigen Gaben wurden ausgesondert, die überzähligen wurden an die Armen der Gemeinde verteilt. So wurden die von Anfang des Christentums an praktizierte Wohltätigkeit und das Opfer der Eucharistie miteinander verbunden. An Sonn- und Festtagen brachte die Gemeinde ihre Gaben in Form eines „Opfergangs“ zum Altar. Dies geschieht heute stellvertretend durch Akolythen oder Ministranten in der Gabenbereitung der Heiligen Messe; aus der Spende von Naturalien durch die Gemeinde wurde ein Geldopfer, das bei der Kollekte eingesammelt wird.

## Praxis

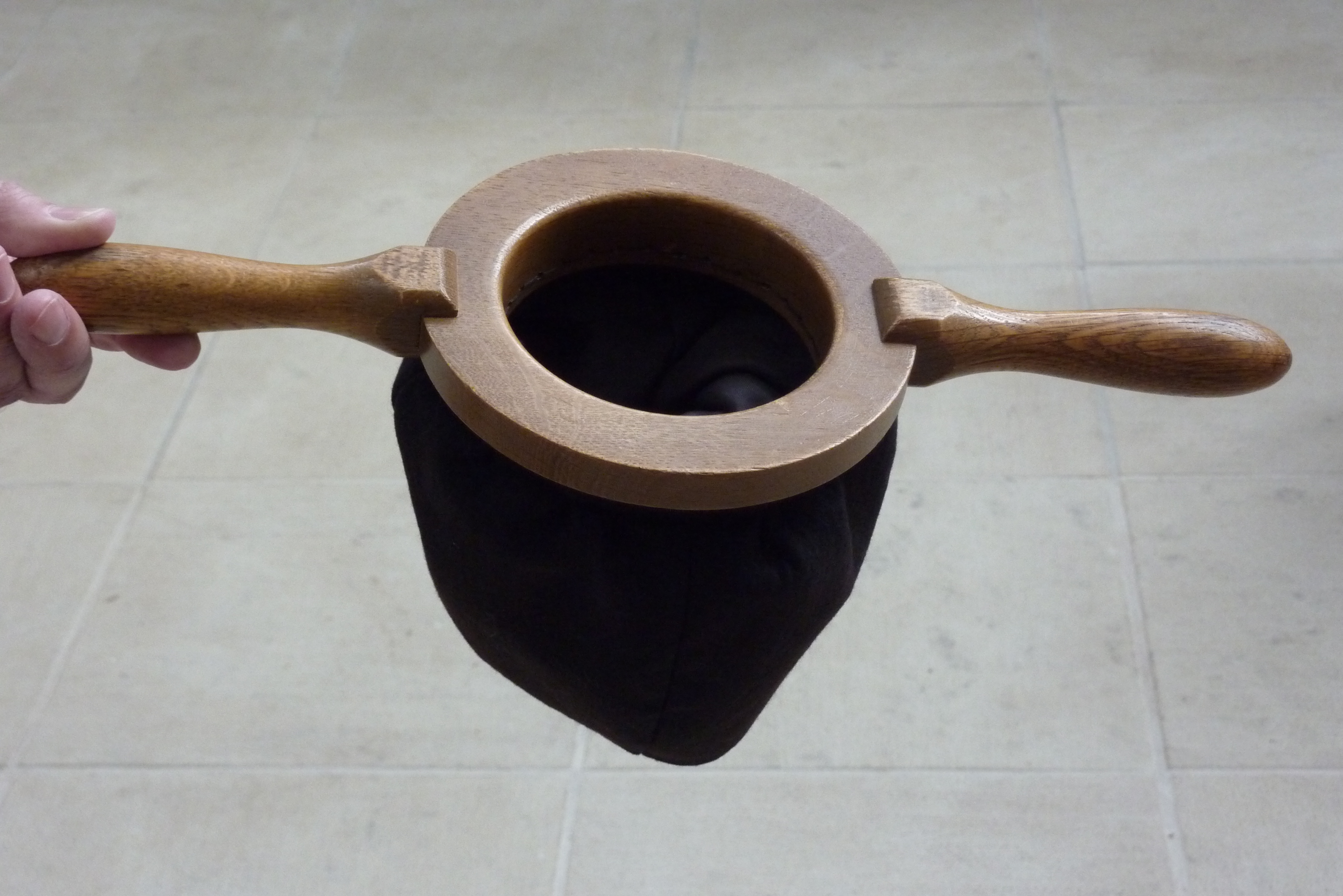
Klingelbeutel

### Römisch-katholische Kirche
In der Heiligen Messe an Sonn- und Feiertagen wird zur Gabenbereitung der Klingelbeutel herumgereicht und die Kollekte gesammelt. Diese wird dann – zusammen mit den eucharistischen Gaben – zum Altar gebracht. Sinnbildlich bringen die Gläubigen ihre Gaben zum Altar.
Bereits in der Alten Kirche brachten die Gläubigen ihre Gaben – Brot, Wein, auch Naturalien – zum Altar, oder es sammelten Diakone die Gaben und trugen sie nach vorn. Im Mittelalter entwickelte sich die Form des Opfergangs, bei dem die Gläubigen ihr Geldopfer in einer Prozession zum Altar brachten und dort niederlegten. Bis ins 16. oder 17. Jahrhundert wurde dies an Sonntagen und Festtagen praktiziert, seitdem war der Opfergang auf bestimmte Anlässe beschränkt. Bei Exequien war er regional, so im Rheinland, bis weit ins 20. Jahrhundert üblich.
Oft gehen die Einnahmen der Kollekte an die jeweilige Gemeinde. Es gibt jedoch auch Sondersammlungen, bei denen die Kollekte etwa an ein Hilfswerk abgeführt oder für einen bestimmten Zweck gesammelt wird. So gibt es zum Beispiel Kollekten für:
- Adveniat (Weihnachten)
- Päpstliches Missionswerk (Sternsingeraktion)
- Misereor (Fastenzeit)
- Renovabis (Pfingsten)
- Peterspfennig (Juni)
- Missio (Oktober)
- Caritas (zweimal jährlich)

### Evangelische Landeskirchen (Deutschland)
In den Gemeinden der evangelischen Landeskirchen werden in jedem Gottesdienst Kollekten gesammelt. Es sind dabei drei Arten der Gottesdienstkollekte zu unterscheiden: der Klingelbeutel, die Ausgangskollekte und der Opferstock.
Für Sonntage und kirchliche Feiertage legt die jeweilige Kirchenleitung bzw. Landessynode verbindlich für alle Gemeinden die Kollektenzwecke fest. Die Kollektenzwecke sind im landeskirchlichen Kollektenplan zusammengefasst, der für jedes Kirchenjahr neu beschlossen wird. Die Kollektenpläne unterscheiden sich von Landeskirche zu Landeskirche teilweise erheblich. Gemeinsam ist ihnen aber, dass es drei Arten von Kollektenzwecken gibt:
- Zwecke, die von der Landeskirche festgelegt werden (für einige Sonntage wurde diese Kompetenz der EKD für besondere gesamtkirchliche Aufgaben übertragen[3])
- Zwecke, die Gemeinden, Kirchenkreise/Kirchenbezirke oder Kirchensprengel selbst entscheiden
- Wahlpflichtkollekten, bei denen die Landeskirche eine Liste von Zwecken vorgibt, aus der Gemeinden wählen können.

Traditionell gibt es Landeskirchen, in denen es mehrheitlich zentral vorgegebene Kollektenzwecke gibt, und andere Landeskirchen, in denen die Gemeinden die meisten Kollektenzwecke selbst entscheiden können. Bei rund 65 Gottesdienstterminen im Jahr (regional und kirchenjährlich unterschiedlich) gibt die Ev. Kirche Berlin-Brandenburg-schlesische Oberlausitz mehr als 50 Zwecke ihren Gemeinden vor. In der Ev. Kirche von Württemberg dagegen können die Gemeinden an mehr als 50 Terminen die Zwecke selbst bestimmen.
Diese sog. amtliche Kollekte wird in der Regel während des Gottesdienstes im Klingelbeutel gesammelt. In Landeskirchen, die keine Ausgangskollekte kennen, geschieht das zwischen dem Ende der Predigt und den Fürbittengebeten. Gibt es eine Ausgangskollekte, wird der Klingelbeutel meist während des Liedes vor der Predigt herumgereicht. Die Praxis in einer Gemeinde kann davon aber abweichen. In einigen Gemeinden wird auch die Kollekte am Ausgang in einem dafür bestimmten Opferstock gesammelt (teils dann direkt neben einem Opferstock für das Dankopfer an die eigene Gemeinde).
In den meisten Gemeinden wird zusätzlich eine zweite Kollekte am Ausgang gesammelt. Diese steht der Gemeinde zur freien Verfügung bzw. wird für einen durch die Gemeinde selbst bestimmten Zweck verwendet. Gleiches gilt für den Opferstock, eine fest installierte Spendenbox oder Truhe, in der meist das ganze Jahr über für einen Zweck gesammelt wird.
Im Sommer 2018 meldete die evangelische Kirche den Digitalen Klingelbeutel zum Patent an. Dieser besitzt ein Display und ermöglicht neben dem traditionellen Bargeldeinwurf in den Stoffbeutel auch eine Kartenzahlung ohne eine PIN-eingabe. Seit April 2020 ist in Berliner Gemeinden das Geben der Kollekte per Smartphone-App möglich. Die Einführung der sogenannten Digitalen Kollekte wurde von einer Änderung des Kirchenrechts begleitet.

### Evangelisch-Freikirchliche Gemeinden
In den meisten Evangelisch-Freikirchlichen Gemeinden gehört die Kollekte, die mit einem Klingelbeutel oder Kollektenkorb eingesammelt wird, zum festen Bestandteil des Gottesdienstes. In normalen Sonntagsgottesdiensten wird meist kein Projekt benannt, für das die Geldsammlung bestimmt ist. Die Kollekte fließt dann in den Haushalt der Gemeinde.
Dagegen wird bei Festgottesdiensten für bestimmte Zwecke gesammelt, worüber die Gemeinde möglichst konkret im Vorfeld informiert worden ist. Diese Kollekten werden auch als Opfer bezeichnet. Gebräuchlich sind unter anderem die Bezeichnungen:
- Erntedankopfer (1. Sonntag im Oktober), das meist zu einem Teil für die überregionale Arbeit der Evangelisch-Freikirchlichen Gemeinden verwendet wird
- Missionsopfer, das der Außenmission des Bundes Evangelisch-Freikirchlicher Gemeinden zukommt
- Bauopfer, das für die Errichtung eigener oder anderer kirchlicher Bauprojekte verwendet wird
- Not in der Welt – fast alle  Evangelisch-Freikirchlichen Gemeinden beteiligen sich in diesem Zusammenhang zur Weihnachtszeit an der in allen evangelischen Kirchen üblichen Brot-für-die-Welt-Sammlung

In vielen Evangelisch-Freikirchlichen Gemeinden existiert auch eine sogenannte Abendmahls-, bzw. Hebräerkasse, durch die hilfsbedürftige Gemeindemitglieder unterstützt werden. Bei Abendmahlsgottesdiensten und anderen Gelegenheiten wird durch eine Kollekte diese Kasse mit den Geldmitteln versehen.